# Троянда (геральдика)
Троянда, або ро́за (англ. rose) — у геральдиці гербова фігура, що зображує троянду. Використовується як фігура на щиті або нашоломнику. Має вигляд стилізованої квітки з пятьма симетричними пелюстками, чашолистками і круглою маточкою. Одна з найпоширеніших геральдичних знаків у Європі поряд з лілією. Троянда є символом англійської Тюдорської династії та німецького лютеранства.

## Галерея

Йорки
Ланкастери
Тюдори
Ліппе
Лютеранська троянда
Порай
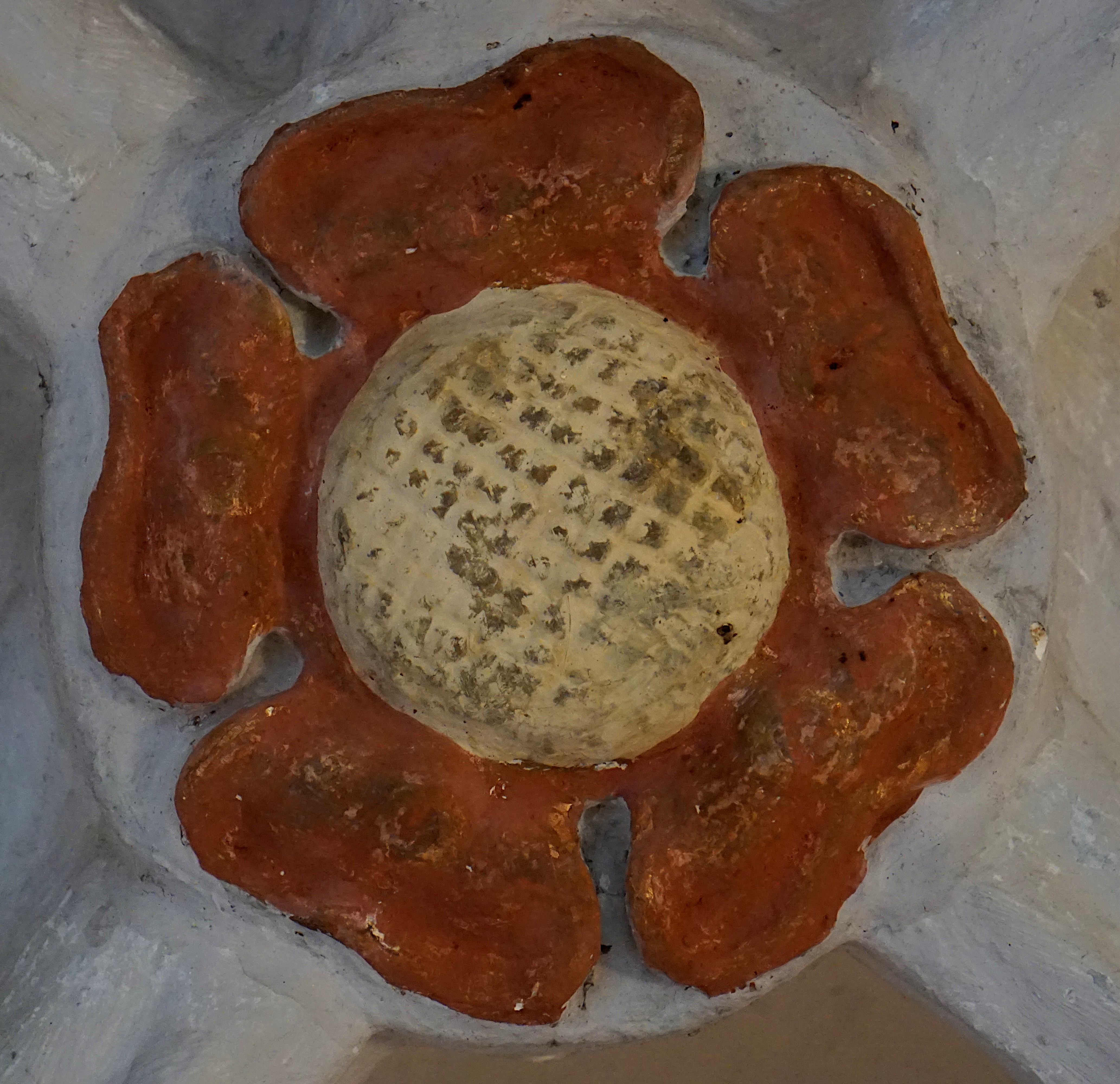
Геральдична троянда як наріжний камінь на склепінні ризниці в Ландсгуті